# تشارلي براي
تشارلي براي (6 أبريل 1898 في المملكة المتحدة - 12 سبتمبر 1993 في المملكة المتحدة) (بالإنجليزية: Charlie Bray)‏ هو صحفي ولاعب كريكت بريطاني (وحمل سابقاً جنسية المملكة المتحدة لبريطانيا العظمى وأيرلندا). لعب مع نادي مقاطعة ساسكس للكريكت ‏.

## وصلات خارجية
- تشارلي براي على موقع إي آس بي آن كريك إنفو (الإنجليزية)